# Tarkalevelű eukaliptusz
A tarkalevelű eukaliptusz (Eucalyptus diversicolor) egy eukaliptuszfaj, amely Nyugat-Ausztrália csapadékban gazdag vidékein őshonos.

## Megjelenése
A fa 90 méteres magasságra is megnő. Virágja fehér, kérge sima.